# Pottersville (film)
Pottersville je americká filmová komedie, kterou natočil režisér Seth Henrikson podle scénáře Daniela Meyera. Hlavní roli majitele obchodu Maynarda Greigera v něm ztvárnil Michael Shannon a v dalších rolích se představili například Judy Greer, Ron Perlman a Christina Hendricks. Autorem originální hudby k filmu je Brando Triantafillou a dále v něm byly použity písně v podání Gene Autryho či Rosemary Clooney. Uveden byl 10. listopadu 2017 distribuční společností Echo Bridge. Server IndieWire snímek označil za jeden z nejhorších vánočních filmů, které kdy vznikly.